# Zoo Augsburg
Koordinaten: 48° 20′ 52″ N, 10° 54′ 52″ O
Der Zoo Augsburg wurde am 12. Juni 1937 als Park der deutschen Tierwelt eröffnet. In der Zeit nach dem Zweiten Weltkrieg wurde der ehemalige „Augsburger Tiergarten“ auch mit exotischen Tieren bestückt. Der Augsburger Zoo ist inzwischen mit seinen mehr als 650.000 Besuchern pro Jahr die meistbesuchte kulturelle Einrichtung Schwabens und zählt zu den 20 größten Tierparks und Tiergärten in Deutschland.
Der Zoo liegt im Stadtgebiet am nördlichen Rand des Siebentischwaldes, eines Augsburger Naherholungsgebiets, das zugleich als Wasserschutzgebiet für das städtische Trinkwasser dient. Unmittelbar an den Zoo grenzen im Westen der Landschaftspark Siebentischanlagen und im Norden der Botanische Garten Augsburg an. Die Gesamtfläche des Zoos beträgt 22 Hektar.

## Geschichte

### Frühere Tierhaltungen in Augsburg
Erste zoologische Erfahrungen gab es in Augsburg bereits im Jahr 802, als Augsburg einen indischen Elefanten namens Abul Abbas als Geschenk des Kalifen Hārūn ar-Raschīd an den Kaiser Karl den Großen erhielt. Der Elefant legte den Weg von Aachen nach Augsburg zu Fuß zurück. Später wurde der inzwischen 40-jährige Abul Abbas auch als Kriegselefant gegen den dänischen König Göttrik eingesetzt, jedoch erkrankte das Tier an einer Lungenentzündung, als es den Rhein überquerte. Sie führte zum Tode.
Auch eine Tierschau, sogenannte wandernde zoologische Gärten, wurden anlässlich der Krönung des Stauferkaisers Friedrich II. im Jahre 1220 in Augsburg abgehalten.
1410 wurden im Stadtgraben zwischen dem Roten Tor und dem heutigen Königsplatz sechs Hirsche zur Betrachtung für die Augsburger Bürger ausgesetzt. Der „Hirschgraben“ diente jahrhundertelang zur Haltung von Hochwild. Hohe Strafen schützten die Hirsche vor Wilderern. 1796 wurden dortige Hirsche von Franzosen, die im ersten Koalitionskrieg Augsburg erreichten, abgeschossen. Siehe dazu auch den Geschichtsabschnitt im Artikel über die Konrad-Adenauer-Allee.
Im Jahre 1902 legten Mitglieder des Stadtgarten-Vereins einen kleinen Tiergarten im Stadtgarten südlich des Bahnhofsgeländes an. Neben einem Bärenzwinger und einem Affenhaus (beide von Jean Keller entworfen) gehörten zu diesem Tiergarten auch Gehege und Volieren für weitere Tierarten. Der Tierschutzverein bemängelte 1913 die schlechte Haltung der Tiere und 1914 wurde der Tierpark schließlich ganz aufgelöst.

### Der Augsburger Zoo im 20. Jahrhundert
In der Zeit des Nationalsozialismus liegen die Ursprünge der heutigen Einrichtung. Der „Park der deutschen Tierwelt“ sollte den Besuchern ab 1937 ganz im Sinne der nationalsozialistischen Ideologie die heimische, „deutsche“ Tierwelt in ihrer Vielgestaltigkeit präsentieren. Eine geplante Erweiterung des Geländes nach Osten inklusive der Errichtung eines „typisch schwäbischen“ Bauernhofes kam nicht mehr zustande. Durch alliierte Bombenangriffe in den Jahren 1943 bis 1945 wurde der Tiergarten schwer zerstört und sodann geschlossen. Erst ab 1947 konnte das Publikum das Gelände wieder betreten. Die Augsburger bekundeten in einer Befragung ihr Interesse auch an exotischen Tierarten. Entsprechend dem 1953 bei der Umwandlung in eine GmbH vom Stadtrat erteilten Auftrag wurden nach und nach Tierarten aus aller Welt dem Bestand hinzugefügt. Dabei hat sich die Zooleitung im Rahmen ihrer Möglichkeiten zum Ziel gesetzt, in ihrer Heimat bedrohten Vögeln und Säugetieren ein schützendes Refugium zu verschaffen.

### Zoo heute
| Jahr | Arten | Tiere | Quelle |
| ---- | ----- | ----- | ------ |
| 2005 | 287   | 1398  | [ 5 ]  |
| 2006 | 268   | 1635  | [ 5 ]  |
| 2007 | 270   | 1563  | [ 6 ]  |
| 2008 | 278   | 1562  | [ 6 ]  |
| 2009 | 286   | 1516  | [ 7 ]  |
| 2010 | 267   | 1362  | [ 7 ]  |
| 2011 | 260   | 1320  | [ 8 ]  |
| 2012 | 253   | 1225  | [ 8 ]  |
| 2013 | 236   | 1245  | [ 9 ]  |
| 2014 | 240   | 1240  | [ 9 ]  |
| 2015 | 242   | 1210  | [ 10 ] |
| 2016 | 258   | 1307  | [ 10 ] |
| 2017 | 243   | 1252  | [ 2 ]  |
| 2018 | 237   | 1240  | [ 2 ]  |
| 2019 | 237   | 1141  | [ 1 ]  |
| 2020 | 240   | 1226  | [ 1 ]  |

Der Tierpark enthält derzeit über 1200 Tiere aus 240 Arten aus aller Welt. Er unterstützt 18 Europäische Erhaltungszuchtprogramme (EEP), unter anderem Grevy-Zebras (im Frühsommer 2008 gelang die Nachzucht mit zwei Jungtieren), Rothschild-Giraffen (im Herbst 2013 gelang die Nachzucht mit einem Jungtier), Asiatische Elefanten, Springtamarine, Onager (im Herbst 2008 gelang hier seit 10 Jahren erstmals wieder die Nachzucht, mit einem Hengst) sowie weitere bedrohte Tierarten.
In den letzten Jahren wurden viele Umbaumaßnahmen durchgeführt. So wurde das Bärengehege komplett saniert und deutlich vergrößert. Durch eine Glasscheibe ist es dem Besucher jetzt möglich, die Braunbären im Wasser beim Fischen zu beobachten. Auch eine Mähnenwolfanlage wurde geschaffen.

## Anlagen im Zoo

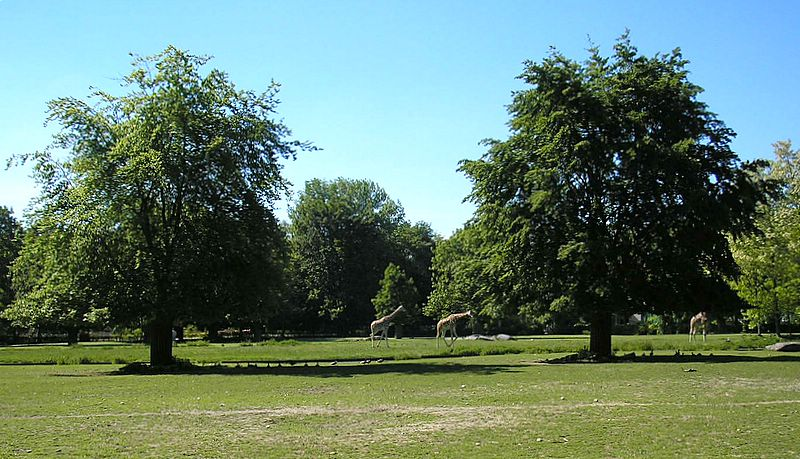
Ein Teil des Afrika-Panoramas mit den drei Rothschild-Giraffen

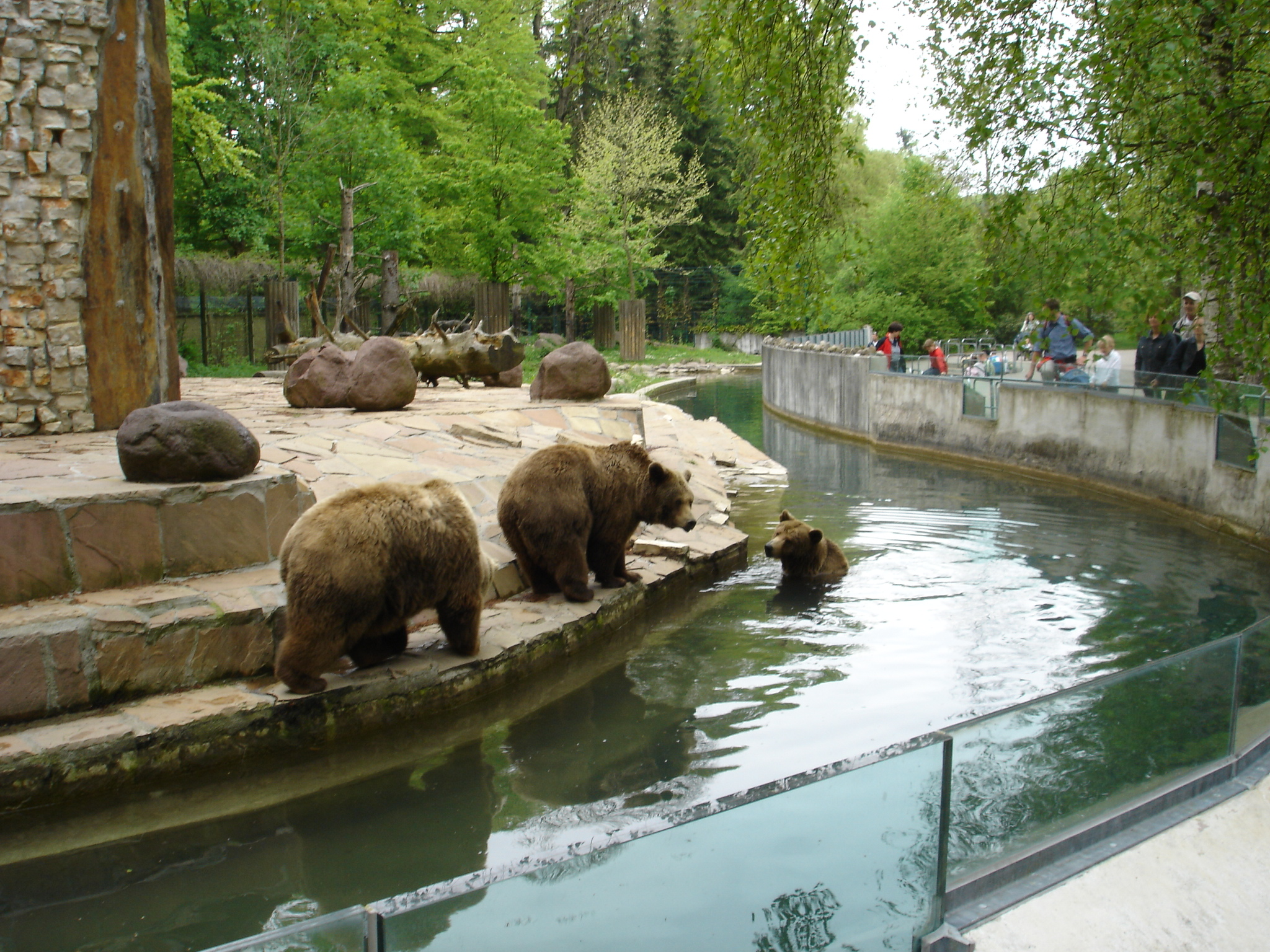
1999 erweiterte Bärenanlage

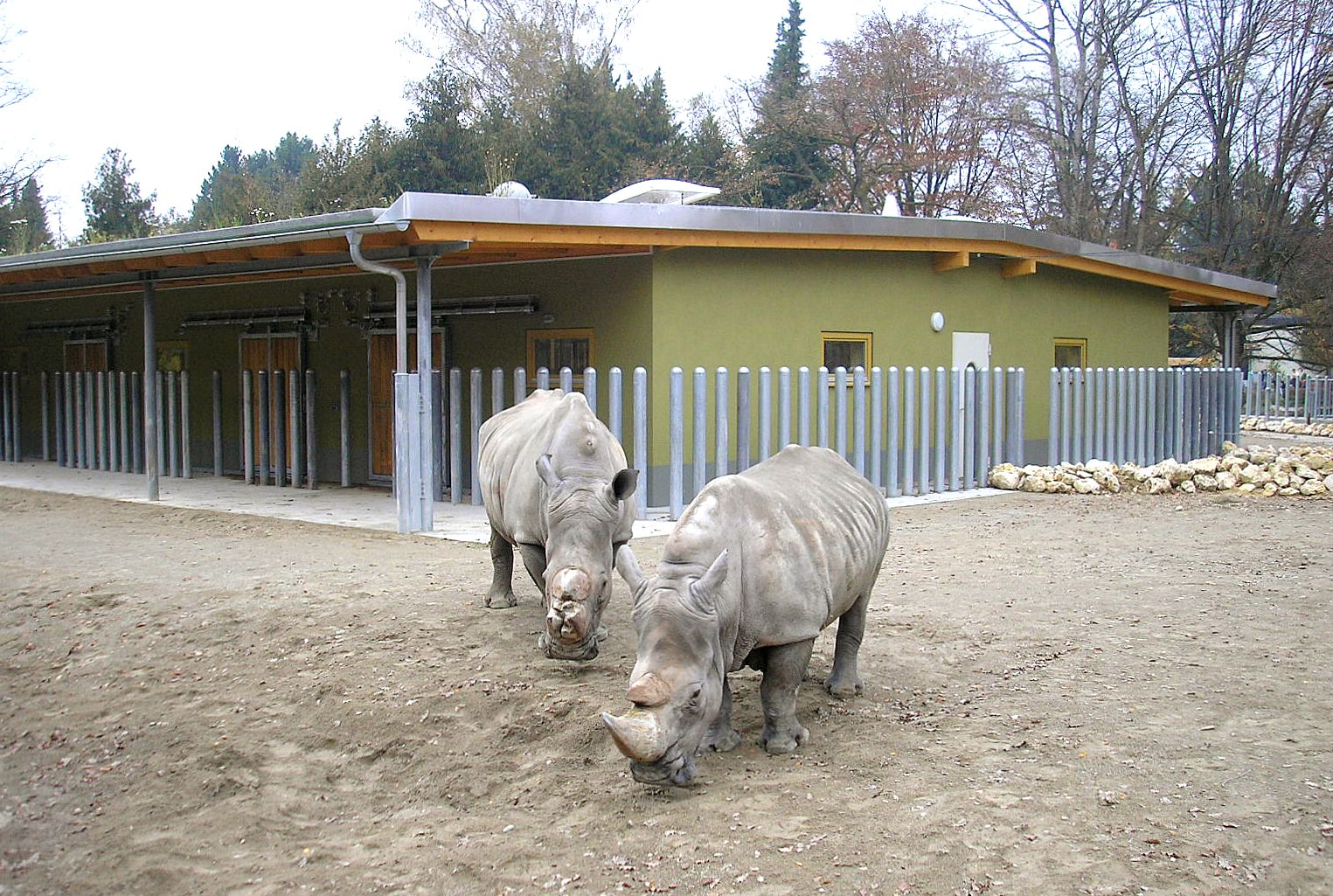
Das neue Nashornhaus mit zwei der vier jungen Breitmaulnashörner

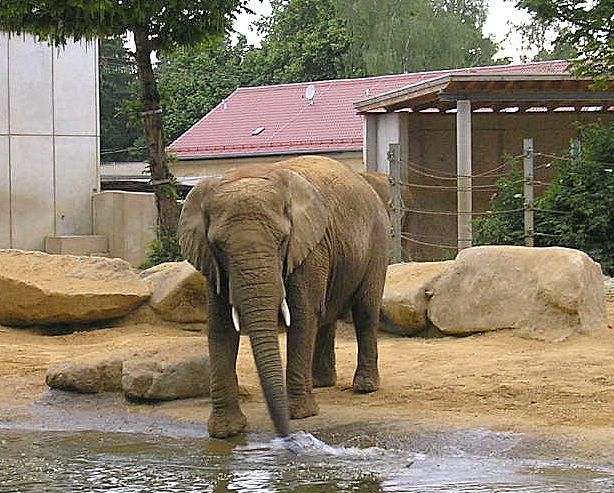
Afrikanische Elefanten leben seit 2011 nicht mehr im Zoo. Das bisherige Elefantenhaus stand den beiden betagteren asiatischen Kühen auch nach der Fertigstellung des Neubaus zur Verfügung.

Es gibt zwei Tierhäuser für Großkatzen: Im Löwenhaus leben Löwen, Streifenhyänen (im ehemaligen Gepardengehege) und Fenneks. Im Anschluss errichtete der Freundeskreis 2003 ein Gehege, das seit 2024 von Malaienkäuzen bewohnt ist. Im Tigerhaus leben Sumatratiger und Sri Lanka Leoparden. Außerdem wurde hier eine kleine Nachttierabteilung eingerichtet (Bolivien Nachtaffen, Kurzkopfgleitbeutler, Senegal-Galagos) sowie ein Gehege für Mato Grosso Molinasittiche, Grauflügel Trompetervögel, Zwergseidenäffchen, Springtamarine und Azara Agutis.
Die Tropenhalle beherbergt hauptsächlich Vögel, unter anderem Weißohrbülbüls, Sumbawadrosseln, Kragentauben, Straußwachteln, Kaptriele, Edelpapageien, Waaliagrüntauben, Flammenkopfbartvögel, Sonnensittiche, Rotschnabel-Sonnenvögel, Schwarzkopfkiebitze, Zebrafinken Zuchtformen, Rotkopf Papageiamadinen, Balistare, Harlekin- und Zwergwachteln, Rosenhalsfruchttauben, Kilimandscharo-Brillenvögel, Augenring-Sperlingspapageien und Schwalbensittiche. In einigen Außenvolieren leben Rote Sichler, Kahnschnäbel, Hammerköpfe, Rosa- und Europäische Löffler, Chinesische Bambushühner, Chinesische Baumstreifenhörnchen, Kuhreihern, Seidenreihern sowie verschiedene Entenvögel. 2012 bis 2015 entstand im Anschluss an die Tropenhalle eine 1000 Quadratmeter große, begehbare Voliere vornehmlich für Watvögel aus Europa und Nordafrika. So finden sich neben Stelzenläufer, Knäk-, Krick-, Moor-, Baikal- und Marmelente, Nachtreiher, Brachvogel, Schwarzhalstaucher, Austernfischer, Kiebitz, Kampfläufer, Rotschenkel, Säbelschnäbler, Europäischem Triel und Wiedehopf auch Temmincktragopan, Inkaseeschwalbe, Blauflügelente und Chinabuschwachtel. Kurz vor der geplanten Eröffnung drang ein Marder in die Voliere ein und erbeutete sechs Vögel. Ehemals wurden in der Voliere Diamantfasan, Satyrtragopan, Hügelbuschwachtel, Abdim- und Schwarzstorch, Sichelstrandläufer, Uferschnepfe sowie Rotflügel-Brachschwalbe gehalten.
Gegenüber dem Tropenhaus und den Vogelvolieren liegen zwei Anlagen für Meeressäugetiere: Ein 2007 mit Mitteln des Freundeskreises umgestaltetes Becken für Südafrikanische Seebären inklusive Mutter-Kind-Becken (Kosten: 290.000 Euro) sowie eine ebenfalls vom Freundeskreis finanzierte Seehundanlage aus dem Jahr 2005 (Baukosten: 220.000 Euro). Als überdachte Besucherplattform am Seehundbecken dient ein ehemaliges Schleusenhäuschen von der Goggelesbrücke über die Wertach aus dem Jahr 1922, das in den Zoo transloziert wurde. Zwischen den beiden Becken befindet sich eine Anlage für Magellanpinguine.
Den westlichen Bereich des Zoos durchfließt ein mehrfach zu Teichen verbreiterter Bach, an den sich mehrere Anlagen für am Wasser lebende Vogelarten wie Mandschuren-, Grau -und Jungfernkranich, Kormoran, Krauskopf- und Rosapelikan, Rothalsgans, Schwarz-und Coscorobaschwan, Weißstorch und diversen Entenarten sowie Capybaras und Chinesische Muntjaks reihen. Hier entstand von Juni 2015 bis Mai 2016 auf dem ehemaligen Wildschweinareal das Lechhaus mit Anlagen für Europäische Biber und Eurasische Fischotter. Drei Aquarienbecken zeigen einheimische Fischarten wie den Sterlet. Bis 2017 wurden mit Rosa-, Chile- und Zwergflamingos (letztere auf einer separaten Anlage im südlichen Zoobereich) drei Flamingoarten gehalten. Im Zuge des Neubaus eines Überwinterungshauses am Flamingoweiher werden zwei Arten abgegeben und auf eine große Gruppe Rosaflamingos umgestellt. Auf mehreren benachbarten Wiesenanlagen findet man Wasserbüffel, Hirschziegenantilopen, Alpakas vergesellschaftet mit Nandus sowie Bennettkängurus vergesellschaftet mit Emus und Hühnergänsen, auf der jetzigen Anlage der Hirschziegenantilopen lebten davor Nilgauantilopen.
Es werden mehrere Ziegenartige gehalten: Auf der Bergtieranlage, einem künstlichen Hügel im Zentrum des Zoos, leben Alpensteinböcke und Dagestan-Ture. Im südöstlichen Zooareal befinden sich Anlagen für Gruppen von Schneeziegen und Gold-Takine. Die Schneeziegen sind mittlerweile ausgezogen, ihre Anlage wird nun von Waldrentieren bewohnt.
Drei Hektar groß ist das 1985 eröffnete Afrika-Panorama. Es gliedert sich in drei durch Wassergräben voneinander getrennte Gehege: Eines für Grevy-Zebras, eines für Netz und Rothschildgiraffen und eine Gemeinschaftsanlage für Strauße und Südliche Breitmaulnashörner, auf der zeitweise auch Blessböcke, Kamerunschafe und Watussirinder untergebracht waren. Im Januar 2013 starb die trächtige Giraffe Lada an den Folgen eines Sturzes, im Februar 2014 der 19-jährige Marvin, im Mai 2014 der junge Giraffenbulle Kiano an einer Verletzung, die er sich zuzog, als er von einem aus Versehen in sein Gehege springenden Zebra erschreckt wurde, und im Februar 2015 wurde das Weibchen Luna nach einem Sturz eingeschläfert. Die einzige verbliebene Giraffe Tanisha wurde im April 2015 an einen französischen Zoo abgegeben und somit die Giraffenhaltung in Augsburg vorübergehend eingestellt. Im Sommer 2016 wurde die leerstehende Anlage mit einer Gruppe männlicher Impalas besetzt. Um die Haltung von Giraffen wieder aufnehmen zu können, war eine Modernisierung der Stallungen notwendig. Das Haus wurde bis zum Jahr 2018 um rund 800.000 Euro saniert; nördlich wurde ihm eine 220 m² große Halle vorgelagert, die den Tieren auch bei schlechtem Wetter eine Bewegungsmöglichkeit verschafft. Bestand die vormalige Herde nur aus Rothschild-Giraffen, so hält der Zoo seit 2018 eine reine Weibchengruppe aus drei verschiedenen (Unter-)Arten: Im April und Mai trafen je eine Netzgiraffe, eine Rothschild-Giraffe und eine Kordofan-Giraffe aus anderen europäischen Zoos in Augsburg ein. – Am Giraffenhaus wurde 2006 eine Anlage für Erdmännchen eingerichtet.
Nach dem Tod der Nashörner, die bisher in der Anlage am Eingang lebten, wurde von 2007 bis 2008 ein neues Haus für Nashörner und Watussirinder als Teil des Afrika-Panoramas gebaut. Seit September 2008 lebt eine Herde von fünf Tieren (drei Weibchen und zwei Männchen) im Zoo.
Die alte Nashornanlage am Eingang wurde 2009 für Mantelpaviane und Rotbüffel umgebaut. Gleichzeitig wurde das Affenhaus umgebaut, und die Mandrills bezogen die alte Mantelpaviananlage, die Pavianinsel. An Stelle der frei gewordenen Mandrillanlage entstand ein begehbares Kattagehege. Es wurde am 9. September 2010 eröffnet. Das Katta-Land beherbergt eine reine Männchengruppe und regelmäßig züchtende Mohrenmakis. Es ist nur geöffnet, wenn eine Aufsicht anwesend ist.
Im Schimpansen- und Elefantenhaus werden die beiden klassischen Zootierarten gehalten. Auf der Elefantenanlage lebten jahrelang Asiatische und Afrikanische Elefanten gemeinsam. Nach einem Angriff auf einen Tierpfleger 2011 wurden die beiden Afrikanischen Elefantenkühe an den Tierpark Rhenen (Niederlande) abgegeben. Die Außen- und Innenanlagen für die Elefanten wurden 2004 umgebaut und die Flächen dabei in etwa verdoppelt, trotzdem entsprachen sie nicht mehr den zeitgemäßen Anforderungen.
Im April 2018 war die Grundsteinlegung für ein neues Elefantenhaus, das im Februar 2020 eröffnet wurde. Die Außenanlage bezieht das ehemalige Bison- und Barasinghagehege mit ein und ist mit insgesamt 7000 Quadratmetern erheblich größer als die Vorgängeranlage. Das neue Haus bietet vier Kühen und ihren Jungtieren Platz, die Haltung wird auf geschützten Kontakt umgestellt; die Option zur Bullenhaltung bestände im dann renovierten bisherigen Gebäude. Die Kosten für das Projekt waren zunächst mit acht Millionen Euro veranschlagt, wovon der Zoo etwa eine Million selbst tragen wollte. Die neue Anlage sollte Bestandteil eines „Umweltkompetenzzentrums“ sein, davon erhoffte man sich hohe Fördergelder der Europäischen Union. Da die Bedingungen für diese Förderung nicht erfüllbar waren, wurde der Kostenrahmen um zwei Millionen Euro gesenkt, etwa durch Einsparungen bei der Gebäudetechnik. Die neue Finanzplanung stützte sich bei einer Eigenbeteiligung von 500.000 Euro auf einen Zuschuss der Stadt Augsburg in Höhe von zwei Millionen Euro und eine Kreditaufnahme in derselben Höhe sowie Spendeneinnahmen von 1,5 Millionen Euro. Letztlich wurde dieser Finanzrahmen noch um 1,3 Millionen Euro überschritten. Sowohl die Beteiligung der Stadt an einem Einzelprojekt als auch die Cofinanzierung durch den Freundeskreis, der bisher nur eigene Projekte umgesetzt hatte, waren ein Novum in der Geschichte des Augsburger Zoos. Obwohl es sich um das teuerste Bauprojekt des Zoos handelt, war der Finanzrahmen im Vergleich zu anderen neuen Elefantenanlagen in europäischen Zoos sehr niedrig. Architekt ist der in Augsburg bereits mehrfach herangezogene Frank Kirsten.
Während den beiden alten Kühen Targa (1955–2022) und Burma (ca. 1970–2021), die seit den 1980er Jahren in Augsburg lebten, eine lange Umgewöhnungszeit auf die neuen Verhältnisse eingeräumt wurde (Burma lebte bis zu ihrem Tod in der alten Anlage), bezogen im Mai 2020 die beiden Kühe Louise (geb. 1973) und Frosja (geb. 1980) aus dem Tierpark Berlin sogleich das neue Elefantenhaus.
Anstelle des alten Reptilienhauses wurde in den Jahren 2010/2011 ein vom Architekten Peter Martignoni entworfener Neubau errichtet. Den achteckigen Holzbau mit Lichtkuppel (Baukosten: 550.000 Euro) finanzierte der Freundeskreis als sein zehntes Großprojekt im Zoo. Das größte der 15 Terrarien beherbergt Raunackenwarane. Im Anschluss an das Reptilienhaus entstanden einige Terrarien für einheimische Reptilien und Amphibien (Ringelnatter, Kreuzotter, Würfelnatter, Laubfrosch, Feuersalamander, Geburtshelferkröte und Nördlicher Kammmolch).

## Besondere Attraktionen
- Möglichkeit zum „Besuch des Lieblingstiers“
- Abendführung (an jedem letzten Freitag des Monats zwischen April und September; außer Juli)
- Dschungelnacht am letzten Freitag im Juli
- Robbenschaufütterungen
- Zooschulunterricht für Vorschulkinder, Schulklassen und andere Gruppen
- Führungen
- Streichelzoo und großer Abenteuerspielplatz
- Mini-Eisenbahn (Spurweite 7¼ Zoll bzw. 184 mm)

## Artenschutz
Um den Artenschutz vor Ort zu fördern, wurde im Jahr 2009 der Naturschutzfonds eingerichtet. Auf diese Weise werden Projekte zu bestimmten Tierarten gefördert, die im Zoo Augsburg gehalten werden oder einen lokalen Bezug zu Augsburg haben. Die Zootiere fungieren so als Botschafter für ihre im Freiland lebenden Artgenossen, deren Lebensraum immer stärker eingeschränkt wird. Ein Teil des Eintrittsgeldes fließt direkt in diesen Fonds (10 Cent pro Einzelkarte und 25 Cent pro Jahreskarte).
Bisher wurden folgende Projekte gefördert:
- Habitatausnutzung des Onagers im Iran (2009; 5000 Euro)
- RHINO Fund Uganda (2009–2018; 267.000 Euro)
- Anlage eines Laubfroschbiotops in Augsburg-Lechhausen (2010; 2000 Euro)
- Grevy-Zebras in Nordkenia (2011; 3000 Euro)
- Red Caps in Sambia, Elefantenschutz (2011; 5000 Euro)
- Studie zum Schutz von Großkatzen in Tansania (2012; 2000 Euro)
- Projekt zum Habitatschutz in Peru (2012; 5000 Euro)
- Reptilienlebensraum Stadtwald Augsburg (2013–2014; 8000 Euro)
- Carnivoren-Projekt Uganda (2013; 1000 Euro)
- Little-Fireface-Projekt Java, Plumploris (2013–2018; 20.000 Euro)
- ZGAP (2014–2018; 13.500 Euro)
- Mabula-Hornraben-Projekt in Südafrika (2014; 4000 Euro)
- Weißer Löffler in Kroatien (2015–2016; 3000 Euro)
- Regionaler Reptilienschutz (2015–2017; 6500 Euro)
- Zootier des Jahres (2016; 1000 Euro)
- Kamm-Molch in Bayern (2016; 1000 Euro)
- Wiesenbrüter im Donauries (2016–2018; 6500 Euro)
- Schuppensäger in Asien (2017; 2000 Euro)
- Silent-Forest-Kampagne, Balistar (2018; 2000 Euro)
- Schwalbensittiche in Südostaustralien (2018; 2000 Euro)

## Freundeskreis des Augsburger Zoos
Der Verein hat sich zur Aufgabe gemacht, den Augsburger Zoo zu fördern und Gehege und Anlagen für seine Vielfalt an Tierarten zu erhalten bzw. neu zu bauen. Hierfür tragen maßgeblich die Mitgliedsbeiträge sowie Spenden der Mitglieder bei. Mit Kosten in Höhe von 600.000 Euro ist die Anlage für Biber, Fischotter und einheimische Fische das bisher teuerste vom Freundeskreis finanzierte Bauprojekt.

### Bisher geförderte Projekte
- 1996 Sanierung der Freiflugvoliere für Küstenvögel
- 1997 Erweiterung der Mandrillanlage
- 1999 Neubau der Bärenanlage
- 2000 Neubau der Takinanlage
- 2001 Schneeeulenvoliere
- 2002 Neue Manulanlage
- 2003 Neue Voliere für Uhus
- 2003 Winterhaus für Pelikane
- 2005 Bau einer Seehundeanlage
- 2006 Bau einer Erdmännchenanlage
- 2007 Neubau der Seebärenanlage
- 2010 Begehbare Kattaanlage
- 2012 Neubau Reptilienhaus
- 2015 Bau einer Anlage für Biber, Fischotter und einheimische Fische

## Bilder

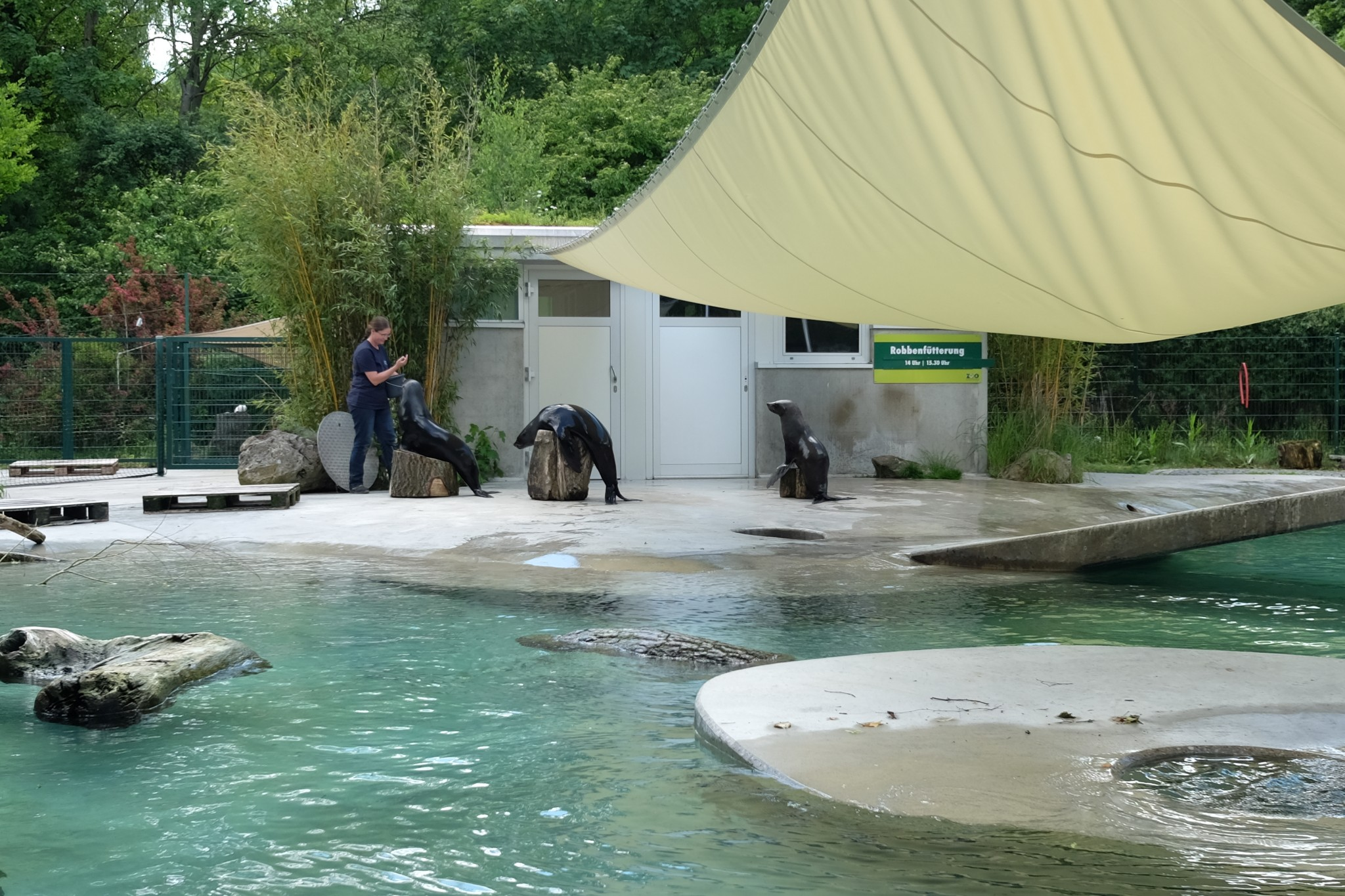
Zoo Augsburg, Südafrikanischer Seebär
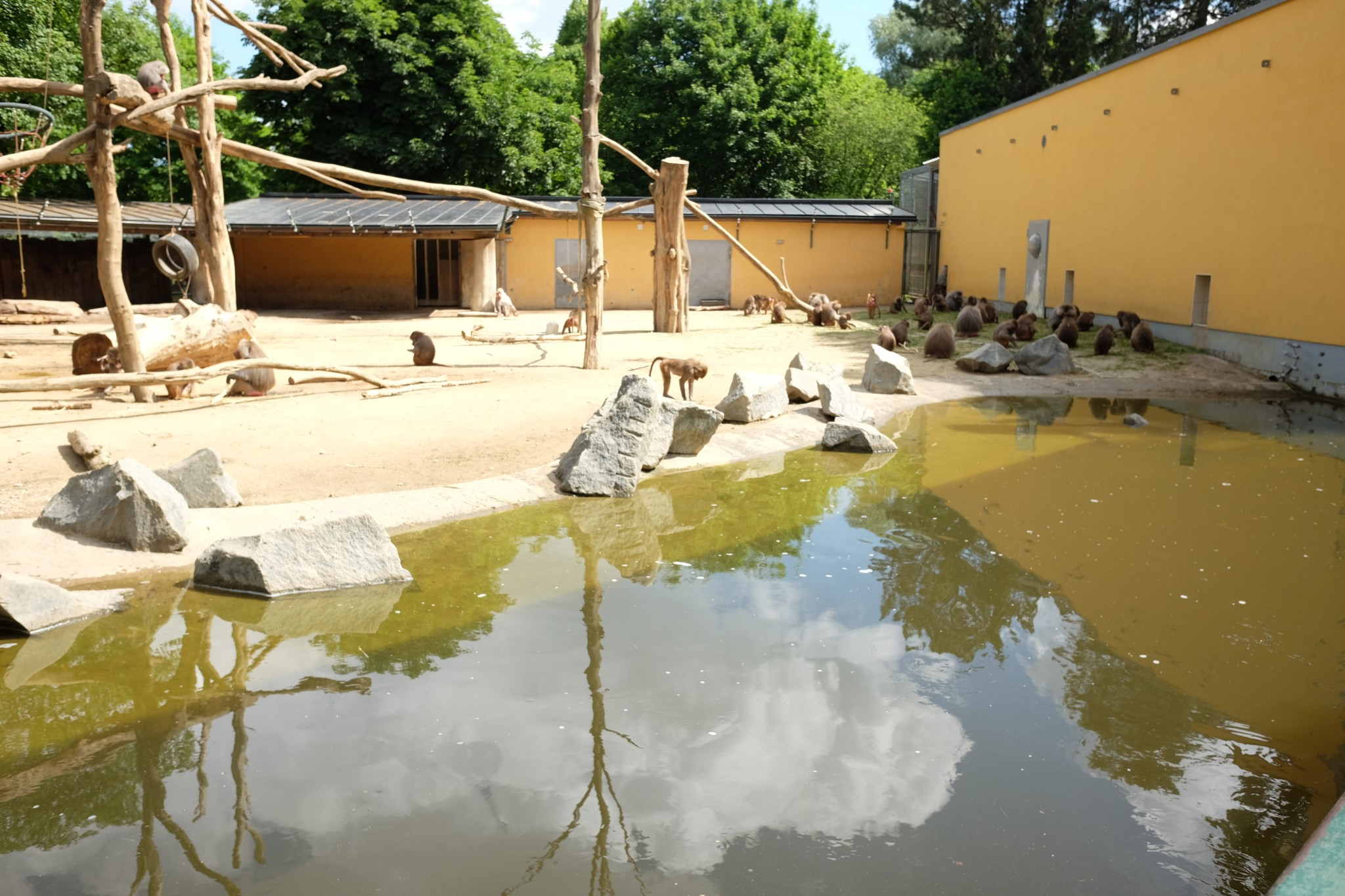
Zoo Augsburg, Gehege der Rotbüffel und Mantelpaviane
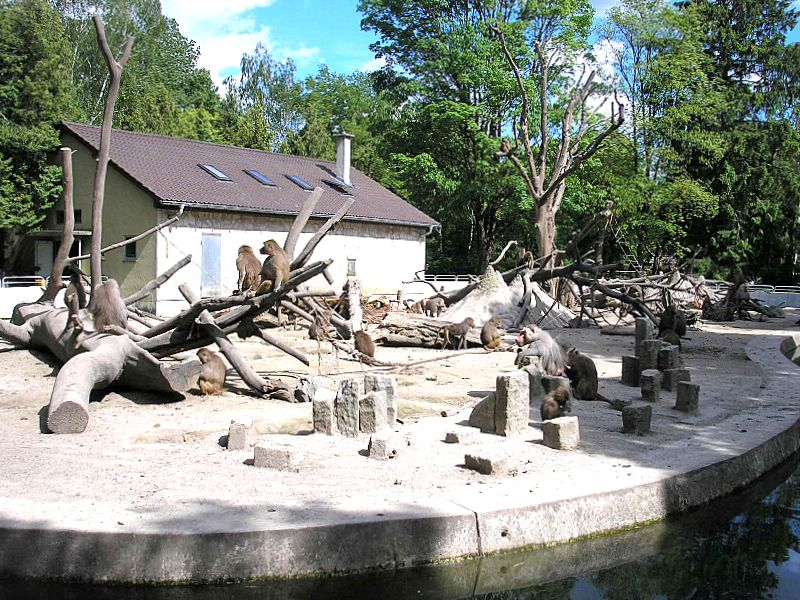
Die alte Paviananlage
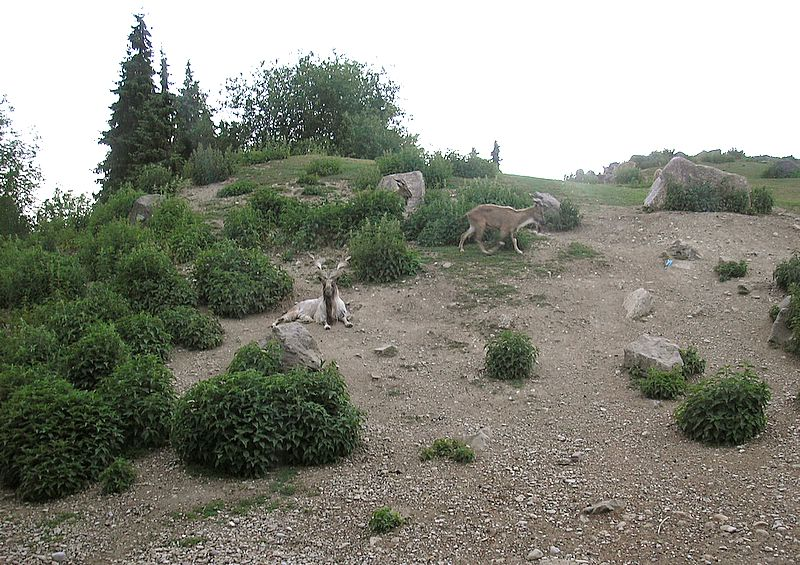
Künstlicher Hügel mit Schraubenziegen (Markhore)
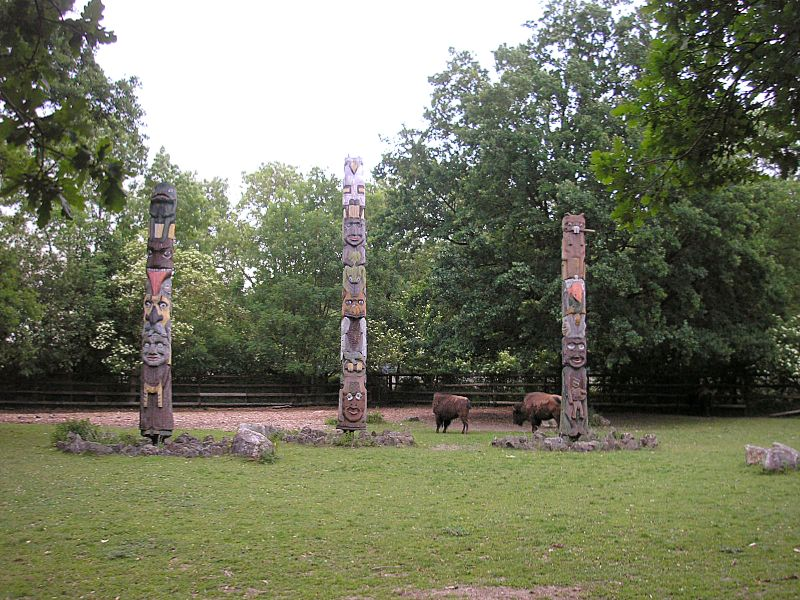
Das alte Bisongehege, das dem neuen Elefantenhaus weichen musste

## Kritik
Im Jahr 2005 plante der Zoo ein afrikanisches Dorf zu errichten, in dem die Besucher mittels Zopfflechten oder Trommelschlagen die afrikanische Kultur kennen lernen sollten. Der Historiker Sebastian Conrad sah darin eine Kontinuität zu den sogenannten Völkerschauen.
Im November 2023 gab der Zoo bekannt, zwei seiner männlichen Paviane an das deutsche Primatenzentrum abzugeben. Dort werden Tierversuche an Affen durchgeführt. Der Zoo wurde daraufhin von verschiedenen Tierschutzorganisationen, aber auch der Stadt Augsburg, scharf kritisiert.

## Trivia
2017 fanden Dreharbeiten für den Film Fack ju Göhte 3 im Zoo statt.